# 경찰학
경찰학(警察學, Polizeiwissenschaft)은 18세기 초반에 탄생한 학문으로, 19세기 중반까지 지속되었다.
공동체의 내부 질서에 대한 과학으로 간주되어 오늘날의 공법, 행정 과학, 초기 정치 경제, 공중 보건 문제, 도시주의 및 도시 계획을 포함하는 포괄적인 용어였다. 질병) 등이 동시에 사용되는 행정학(Verwaltungswissenschaft)이라는 용어와 중복되었으며 공식 교육에 포함된 대학 과정이었다.